# Antofiloaia
Antofiloaia – wieś w Rumunii, w okręgu Prahova, w gminie Râfov. W 2011 roku liczyła 123 mieszkańców.